# Budzów (gmina)
Pour les articles homonymes, voir Budzów.
Budzów est une gmina rurale du powiat de Sucha, Petite-Pologne, dans le sud de la Pologne. Son siège est le village de Budzów, qui se situe environ 8 km au nord-est de Sucha Beskidzka et 37 km au sud-ouest de la capitale régionale Cracovie.
La gmina couvre une superficie de 73,41 km2 pour une population de 8 311 habitants.

## Géographie
La gmina inclut les villages de Baczyn, Bieńkówka, Budzów, Jachówka, Palcza et Zachełmna.
La gmina borde les gminy de Lanckorona, Maków Podhalański, Pcim, Stryszów, Sułkowice, Tokarnia et Zembrzyce.

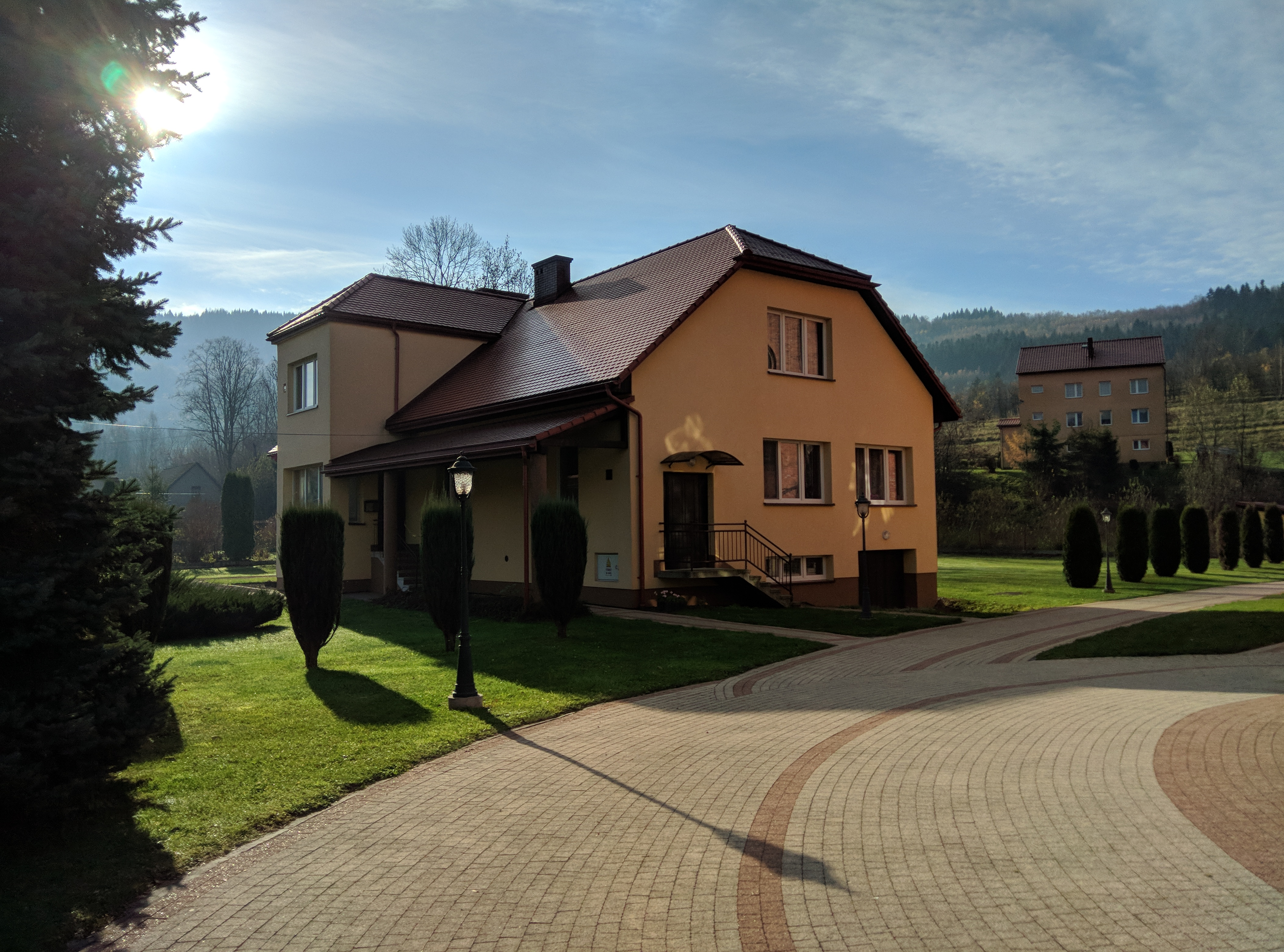
Maisons à Jachówka dont le presbytère de la paroisse du Sacré-Cœur de Jésus au premier plan.

### Article lié
- Liste des gminy de Petite-Pologne